# Machteld van Maagdenburg

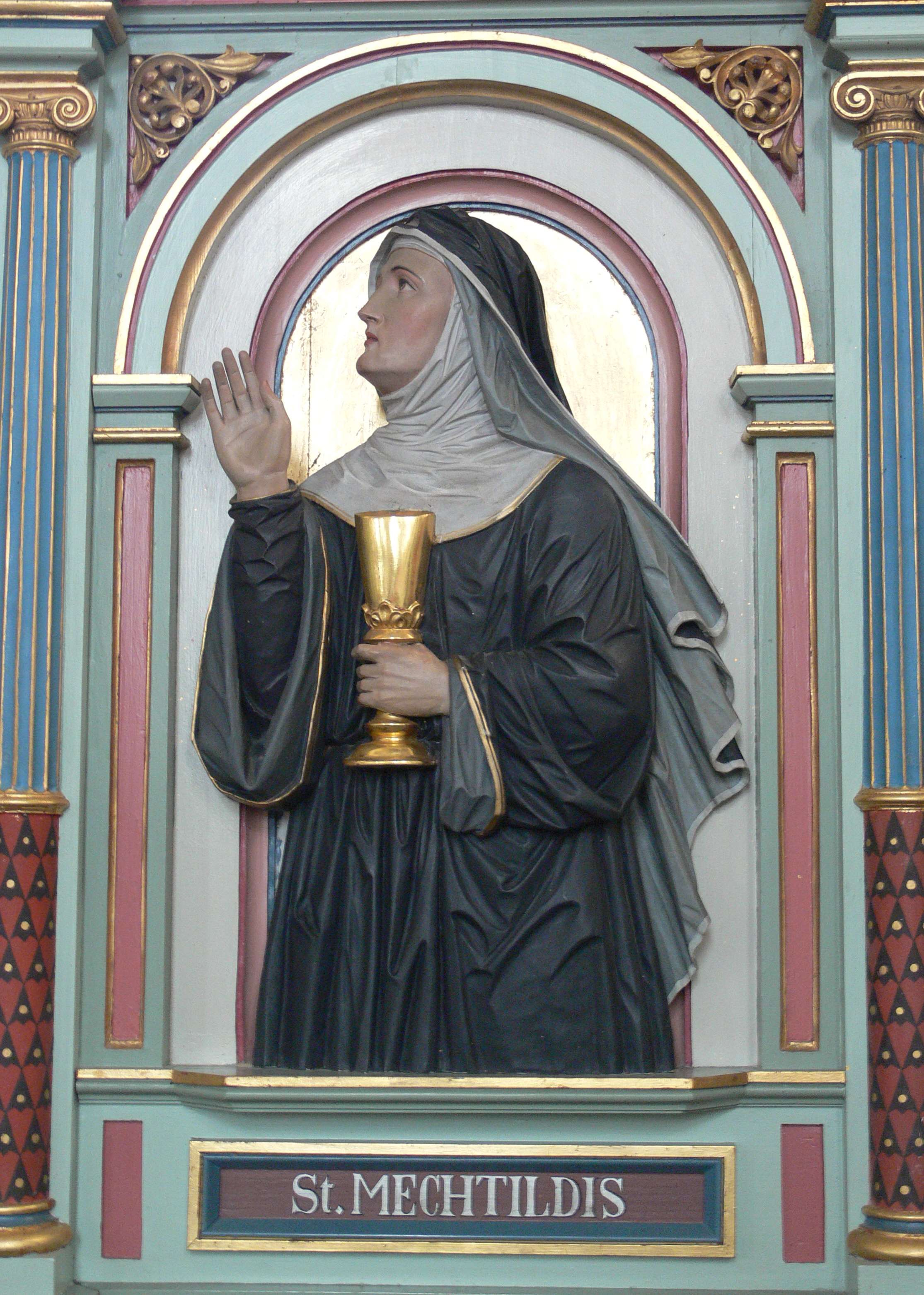
Peter Paul Metz: Machteld van Maagdenburg, in het koorgestoelte van de parochiekerk in Merazhofen (Leutkirch im Allgäu)

Machtheld van Maagdenburg (Aartsbisdom Maagdenburg, ± 1207 - Klooster Hefta, Eisleben, 1282) was een christelijke mystica.

## Levensloop
Machteld was waarschijnlijk van adellijke afkomst en genoot een goede opvoeding. Toen ze twaalf was kreeg ze haar eerste mystieke ervaring. Rond haar twintigste vestigde ze zich als begijn in Maagdenburg en bleef dit gedurende ruim veertig jaar.
Rond 1250 begon ze, op voorstel van haar biechtvader, de dominicaan Heinrich von Halle, haar mystieke ervaringen in het Middelnederduits op te tekenen. Von Halle verwerkte dit tot boeken, zes in totaal, onder de titel Ein Fliessende Licht der Gottheit (Een licht dat uitging van de Godheid).
Ze kreeg kritiek, onder meer op de synode van de dominicanen in 1261 en werd zelfs het slachtoffer van bedreigingen. Ze werd er ziek van en trok opnieuw in bij familieleden. Dat haar geschriften, waarin ze kritiek had geuit op de tijdsgeest en op de toestanden in de monastieke orden, tot discussie aanleiding gaven, deed haar besluiten om zich volledig terug te trekken. Rond 1270 trad ze in bij de cisterciënzerinnen van Helfta (Helpede), een actief centrum van mystieke literatuur. Ze leefde er nog gedurende twaalf jaar, en overleed nadat ze nog een zevende boek aan haar mystieke ervaringen had gewijd.
Machtheld leefde zeer ascetisch en in haar volwassen jaren beoefende ze gedurende meer dan twintig jaar de zelfkastijding.
Er ontstond na haar dood geen verering rond haar persoon en ze werd ook niet heilig verklaard. Toch werd ze in sommige publicaties als heilige vermeld en ook blijvend vereerd:
- In het katholieke bisdom Maagdenburg wordt ze op 15 augustus herdacht. In het noorden van het aartsbisdom is er een Sint-Mechtildiskerk.[3]
- De Evangelische Kerk herdenkt haar op 26 februari.
- De Anglicaanse Kerk herdenkt haar op 19 november.

Ze bleef in grote mate onbekend, totdat in 1869 haar werk in het Duits werd gepubliceerd. Vooral in de twintigste eeuw werd ze herontdekt en opgevoerd als een icoon van het feminisme en van de vrouwelijke mystiek, waarbij de hoge dichterlijke kwaliteit van haar geschriften werd geprezen.

## Werk
De zeven boeken van Machteld namen het Hooglied en de middeleeuwse minnezangen als inspiratiebronnen. Om het mystiek huwelijk van de ziel met Christus te beschrijven, werd ze beïnvloed door Elisabeth van Thüringen, Bernard van Clairvaux, David van Augsburg, Hildegard van Bingen en paus Gregorius de Grote. Haar geschriften zijn mettertijd beschouwd geworden als belangrijke voorbeelden van vrouwenmystiek en van de status van de vrouwen in de middeleeuwen.
De oorspronkelijke tekst van haar geschriften in het Nederduits is niet bewaard gebleven. Men moet zich behelpen met een overzetting in het Hoogduits, die rond 1343-1345 ontstond in de kringen van de Gottesfreunde in Bazel rond Heinrich von Nördlingen. Het handschrift hiervan bevindt zich onder de referentie Codex Einsidlensis 277 in de bibliotheek van de abdij van Einsiedeln. Haar werk werd ook, niet helemaal accuraat, in het Latijn vertaald. Deze vertaling is eveneens in handschrift bewaard.
Het volledige boek Das fließende Licht der Gottheit is een complex werk dat bestaat uit poëtische gedeelten en uit prozastukken. Het proza combineert beschrijvingen van haar visioenen, gebeden, allegorieën en educatieve uiteenzettingen.

## Publicaties
- Offenbarungen der Schwester Mechthild von Magdeburg oder Das fliessende Licht der Gottheit: aus der einzigen Handschrift des Stiftes Einsiedeln, P. Gall Morel (uitgever). Reprografische herdruk van de uitgave van 1869, Darmstadt, 1963, 1976, 1980.
- Das fließende Licht der Gottheit, Sigmund Simon (uitgever), Berlijn, Oesterheld, 1907.
- Mechthild von Magdeburg, Das fließende Licht der Gottheit: Nach der Einsiedler Handschrift in kritischem Vergleich mit der gesamten Überlieferung. Hans Neumann (uitgever), München, 1990/95.
- Das fließende Licht der Gottheit, Margot Schmidt (uitgever), Stuttgart-Bad Cannstatt, Frommann-Holzboog, 1995, ISBN 3-7728-1692-4.
- Das fließende Licht der Gottheit, Gisela Vollmann-Profe (uitgever), Frankfurt, 2003,  ISBN 3-618-66195-9 & Frankfurt am Main, Verlag der Weltreligionen, Frankfurt am Main, 2010, ISBN 978-3-86539-246-6.

## Voetnota
1. ↑  http://www.kloster-helfta.de/cms/geschichte/die-drei-grossen-mystikerinnen/mechthild-von-magdeburg/index.html
2. ↑   Mechthild von Magdeburg (1955). Das fließende Licht der Gottheit. Einsiedeln, Zürich, Köln: Benzinger, S. 174.
3. ↑   (Schwillus, H., Minne.Mut.Mystik. 800 Jahre Mechthild von Magdeburg, in: M. Puhle u. a. Hg., Minne.Mut.Mystik. 800 Jahre Mechthild von Magdeburg, Magdeburg o. J. S. 5–6).
4. ↑  Vgl. Handschriftencensus
5. ↑   Vgl. Dinzelbacher, Peter (1994). Christliche Mystik im Abendland: ihre Geschichte von den Anfängen bis zum Ende des Mittelalters. Paderborn, München, Wien, Zürich: Schöningh. S. 208